# Juan Jiménez de Montalvo
Juan Jiménez de Montalvo (Olmedo, 1551 – ...) fu un oidor (giudice) della Audiencia Reale di Lima, e viceré del Perù ad interim tra il 1621 ed il 1622.

## Biografia
Secondo il suo biografo Manuel Moreyra y Paz Soldán, Juan Jiménez de Montalvo era nativo di Olmedo, nella Vecchia Castiglia. Nel 1598 fu nominato oidor della Audiencia di Lima. Il 31 dicembre 1621 il viceré Francisco de Borja y Aragón si imbarcò per la Spagna. Essendo il membro più anziano della Audiencia, Jiménez de Montalvo prese le redini del governo come viceré ad interim.
Rimase al governo per sette mesi, fino all'arrivo di Diego Fernández de Córdoba. In questo periodo presiedette alla cerimonia di proclamazione di re Filippo IV di Spagna, ed al giuramento di fedeltà al nuovo monarca.
Sposò Mayor Bravo de Saravia y Cáceres, una nativa di Santiago del Cile, da cui ebbe quattro figli. Uno dei figli, Juan, divenne presidente del Consiglio delle Indie in Spagna. Un altro, Diego, fu cavaliere dell'Ordine di Santiago. Dopo la morte di Jiménez de Montalvo, la vedova si risposò con un altro oidor dell'Audiencia di Lima, Francisco de Alfaro.